# Cruel Summer
Cruel Summer é um álbum colaborativo lançado em 13 de setembro de 2012 pelos membros da gravadora americana GOOD Music.
O Álbum teve 4 singles que chegaram na Billboard 200.
Após seu lançamento, Cruel Summer recebeu avaliações mistas dos críticos da música, que elogiaram as músicas em que Kanye West participou, mas criticaram o restante do álbum.
O disco estreou em 2º lugar na Billboard, vendendo 205 mil cópias em sua primeira semana. O álbum também alcançou o top 10 das paradas na Austrália, Canadá, Suíça e Reino Unido.

## História
Kanye fundou sua gravadora GOOD Music em 2004. Desde o início, vários artistas foram contratados, incluindo parceiros próximos de West, como Big Sean, Common, Kid Cudi, John Legend e Pusha T.
Em 23 de maio de 2012, o título do álbum foi revelado quando o filme de Cruel Summer estreou no Festival de Cannes. O álbum foi originalmente previsto para ser lançado no dia 7 de agosto de 2012, mas sofreu vários atrasos.
Pusha T disse que gravou mais de 20 versos para o álbum, e uma música com Big Sean e Common chamado de "Trash Bags", que acabou sendo descartada. A rapper americana Azealia Banks também disse que gravou com o Kanye no início de 2012, mas suas contribuições não foram incluídas no álbum.

## Lançamento
Cruel Summer foi colocado em pré-venda no site japonês HMV, revelando assim sua tracklist oficial
A capa do disco foi desenvolvida pela agência criativa DONDA.

## Faixas
| N.º | Título                                                                                                 | Compositor(es) | Produtor(s)                                                                                              | Duração |  |
| 1.  | "To the World" (com Kanye West e R. Kelly)                                                             | West, Kelly, Andrew "Pop" Wansel, Warren Felder, Che Smith, Malik Jones                                                                      | Wansel, Oakwud, West[a], Hudson Mohawke[b], Ken Lewis[b], Mano[b], Travis Scott[b], Anthony Kilhoffer[b] | 3:51    |  |
| 2.  | "Clique" (com Kanye West, Jay-Z e Big Sean)                                                            | Chauncey Hollis, Sean Anderson, West, Shawn Carter, James Fauntleroy                                                                         | Hit-Boy, West[a], Kilhoffer[b], Noah Goldstein[b]                                                        | 4:53    |  |
| 3.  | "Mercy" (com Kanye West, Big Sean, Pusha T e 2 Chainz)                                                 | West, Stephan Taft, Anderson, Terrence Thornton, Tauheed Epps, James Thomas, Denzie Beagle, Winston Riley, Reggie Williams                   | Lifted, West[b]                                                                                          | 5:26    |  |
| 4.  | "New God Flow" (com Kanye West, Pusha T e Ghostface Killah)                                            | West, Thornton, Herb Rooney, Ronald Bean, Highleigh Crizoe, Dennis Coles, G.I. Townsend, Marcos Valle                                        | West, Boogz & Tapez[a], Kilhoffer[b]                                                                     | 5:57    |  |
| 5.  | "The Morning" (com Raekwon, Pusha T, Common, 2 Chainz, Cyhi the Prynce, Kid Cudi, D'banj e Kanye West) | West, Ramon Ibanga, Jeff Bhasker, Scott, Corey Woods, Thornton, Lonnie Lynn, Epps, Cydel Young, Andrea Martin, Alan Lerner, Frederick Loewe  | West, Illmind, Bhasker[a], Scott[a]                                                                      | 4:35    |  |
| 6.  | "Cold.1" (com Kanye West e DJ Khaled)                                                                  | West, Hollis, James Smith, Marlon Williams                                                                                                   | Hit-Boy                                                                                                  | 3:36    |  |
| 7.  | "Higher" (com The-Dream, Pusha T, Mase e Cocaine 80s)                                                  | Hollis, Terius Nash, Thornton, Mason Betha, Fauntleroy, Jeremiah Probodanu                                                                   | Hit-Boy, West[a], Mike Dean[b]                                                                           | 4:34    |  |
| 8.  | "Sin City" (com John Legend, Travis Scott, Teyana Taylor, Cyhi the Prynce e Malik Yusef)               | John Stephens, Scott, T. Brown, Taylor, J. Young, C. Young, Jones, Victoria McCants                                                          | Tommy Brown, Scott                                                                                       | 4:28    |  |
| 9.  | "The One" (com Kanye West, Big Sean, 2 Chainz e Marsha Ambrosius)                                      | West, Anderson, Epps, Ambrosius, B. Thomas, Jones, Fauntleroy, C. Smith, C. Ridenhour, J. Boxley, Dave Barker, Winston Riley, Ansell Collins | West, Hudson Mohawke[a], The Twilite Tone[a], Kilhoffer[a], Mannie Fresh[b], Lifted[b]                   | 5:44    |  |
| 10. | "Creepers" (com Kid Cudi)                                                                              | Scott Mescudi, Dan Black | Black | 3:14    |  |
| 11. | "Bliss" (com John Legend e Teyana Taylor)                                                              | Stephens, Taylor, Ross Birchard, E. Hamilton                                                                                                 | Hudson Mohawke                                                                                           | 3:30    |  |
| 12. | "Don't Like" (com Kanye West, Chief Keef, Pusha T, Big Sean e Jadakiss)                                | West, Keith Cozart, Thornton, Anderson, Jasoon Phillips, Tyree Pittman, Townsend, Barrington Levy, Paul Love                                 | Young Chop, West[a], The Twilite Tone[b], Goldstein[b]                                                   | 4:43    |  |

## Ficha técnica
Créditos do Cruel Summer adaptado por Allmusic.

### Equipe
| - 2 Chainz – cantor principal - Virgil Abloh – diretor criativo - Marsha Ambrosius – cantor principal, vocal - Chris Atlas – marketing - Craig Balmoris – produtor - Daniel Betancourt – engenheiro - Big Sean – cantor principal - Dan Black – produtor - Tommy Brown – produtor - Don C. – A&R - Guido Callarelli – diretor de arte - Jim Caruana – assistente, engenheiro - Chief Keef – cantor principal - Common – cantor principal - D'Banj – cantor principal - Mike Dean – produtor adicional, tecladista, mixador - DJ Khaled – cantor principal - DJ Pharris – vocal - The-Dream – cantor principal - James Fauntleroy II – vocal - Mannie Fresh – produtor - Ghostface Killah – cantor principal - Noah Goldstein – engenheiro, tecladista, mixador, vocal - Hit-Boy – produtor - Hudson Mohawke – produtor - Jadakiss – cantor principal - Jay-Z – cantor principal - Doug Joswick – produtor - R. Kelly – engenheiro, cantor principal - Kid Cudi – cantor principal - Anthony Kilhoffer – produtor adicional, engenheiro, tecladista, mixador, musician, produtor - Rob Kinelski – engenheiro - John Legend – vocals, cantor principal | - Ken Lewis – produtor adicional, engenheiro - Andrea Martin – vocal - Mase – cantor principal - Ian Mereness – engenheiro - Fabien Montique – fotógrafo - Julian Nixon – produtor - Oakwud – produtor - Keith Parry – mixador assistente - Richard Parry – assistante - Joe Perez – design gráfico - Che Pope – A&R, produtor executivo, programador - Cyhi da Prynce – cantor principal - Pusha T – cantor principal - Raekwon – cantor principal - Patrick "Plain Pat" Reynolds – A&R - Montez Roberts – engenheiro - Todd Russell – produtor de arte - Bart Schoudel – engenheiro - Travi$ Scott – cantor principal, produtor - Nael Shehade – engenheiro - Rob Suchecki – assistante - Bill Sullivan – engenheiro - Teyana Taylor – cantor principal - Scott Townsend – produtor de arte - Twilite Tone – ptodutor - Anna Ugarte – assistante - Andrew "Pop" Wansel – produtor - Kanye West – produtor, diretor criativo, produtor executivo, cantor principal - Kristen Yiengst – produtor de arte - Young Chop – produtor - Malik Yusef – cantor principal - Izvor Zivkovic – empresário |